# Guialmons
Guialmons es una localidad española del municipio de Las Pilas, perteneciente a la provincia de Tarragona, en la comunidad autónoma de Cataluña.

## Historia
Hacia mediados del siglo XIX, el lugar tenía contabilizada una población de 36 habitantes. La localidad aparece descrita en el noveno volumen del Diccionario geográfico-estadístico-histórico de España y sus posesiones de Ultramar de Pascual Madoz de la siguiente manera:

GUIALMONS: l. cab. de ayunt. que forma con Figuerola y San Gallart, en la prov. de Tarragona (10 hor.) part. jud. de Montblanch (6), aud. terr., c. g. de Barcelona, dióc. de Vich. sit. en llano con buena ventilacion y clima saludable. Tiene 6 casas y 1 igl. parr. aneja de la de Sta. Coloma de Queralt. El térm. confina con Pontils, Figuerola, Pilas Conesa, y Sta. Coloma. El terreno es todo llano y de mediana calidad; brota cerca de la pobl. un manantial de escasas aguas, de que se surte el vecindario para beber y demas usos domésticos. Los caminos son locales. Prod. trigo, cebada y legumbres. Pobl. 9 vec., 36 almas, cap. prod. 644,633. imp. 19,338.
(Madoz, 1847, p. 77)

En la actualidad pertenece al municipio de Las Pilas. En 2022, la entidad singular de población tenía empadronados 30 habitantes y el núcleo de población 18 habitantes.